# Henk Pool
Henk Pool (Den Ham, 26 juni 1960) is een Nederlandse songwriter, producer en pianist.

## Biografie
Pool studeerde in Arnhem klassieke muziek aan het Stedelijk Conservatorium. In 1985 studeerde hij daar af. Als toetsenist speelde hij in verschillende bands en met verschillende artiesten, waaronder Adrian Snell en Ralph van Manen en was hij musical director en toetsenist voor diverse artiesten. Vanaf het begin van de jaren negentig ging hij zich meer en meer toeleggen op componeren en produceren voor anderen, eerst in Nederland, maar ook in toenemende mate in andere landen. Pool schreef onder andere samen met Jeff Silbar, (bekend van het nummer Wind Beneath My Wings), en met Michael Garvin (bekend van het nummer Waiting for Tonight voor Jennifer Lopez) en Michèle Vice-Maslin. Hij werkte voor vrijwel alle publieke omroepen in Nederland, de BBC in Groot-Brittannië, de RAI in Italië en CBS en NBC in de Verenigde Staten.
In 1999 ontving hij een ASCAP Award en een Dove Award voor het nummer Testify to love, dat gebruikt werd in de 100e aflevering van de populaire dramaserie Touched by an Angel. Van het nummer werden in de Verenigde Staten meer dan 6,5 miljoen exemplaren verkocht. Regelmatig worden songs van Pool gebruikt in tv-series in Europa en de Verenigde Staten. In Nederland haalde Pool platina als songschrijver voor Marco Borsato met het nummer Als alle lichten zijn gedoofd.
Naast het werken aan eigen composities werkt Pool ook regelmatig als songschrijver of producer met bekende artiesten, als Avalon, Laura Fygi, Guus Meeuwis, Stef Bos, Marco Borsato, Petra Berger, Kinga Bán, Willeke Alberti en Paul de Leeuw. Voor de film A Foreign Affair, met David Arquette, Tim Blake Nelson en Emily Mortimer, schreef Pool een aantal nummers. In 2006 componeerde hij de muziek voor de animatieserie Kikker en zijn vriendjes, gebaseerd op de Kikkerboeken van Max Velthuijs. In 2008 produceerde Pool, samen met Chris Eaton het album Letting go van Kees Kraayenoord en schreef hiervoor een aantal nummers. Ook componeerde Pool in dat jaar de orkestrale soundtrack voor de speelfilm The Roymann Closure, met onder andere Robert David Hall.
In 2009 en 2010 produceerde hij X Factor winnares Sharon Kips en voor Hansen Tomas, en schreef hij nummers voor Moya Brennan van Clannad en Sharon Kips. Ook werd er een nummer van hem gebruikt in het televisieprogramma America's Biggest Loser. In 2011 maakte Pool de muziek voor Letter een korte film over laaggeletterdheid met onder andere Jules Croiset. In 2012 schreef hij, samen met Matthijn Buwalda de titelsong Dit pakt niemand ons meer af voor de Nederlandse film Achtste-groepers huilen niet naar een boek van Jacques Vriens. Die titelsong werd genomineerd voor een Rembrandt Award. In 2014 won Pool de Zilveren Duif Oeuvre Award.
Pool is nationaal en internationaal actief als songwriter en producer. In 2018 schreef hij songs voor Matthijn Buwalda en Delise, maar ook voor de Poolse Dance Producer Omnia, en voor het internationale (met goud bekroonde) comeback-album van Cliff Richard. In 2020 volgden releases met oa Dennis van Aarssen (The voice of Holland) en Tim Akkerman. In 2021 brachten oa Eline Bakker en en Jacqlin Spring muziek uit, met co-writes van Henk. Daarnaast schreef Henk de titelsong van 'Zayn', een film van Reinout Hellenthal, die in 2022 in première ging. In 2024/2025 releases met oa Julie Huard, Matthijn Buwalda en Celesta da Vinci. De song Juno, een co-write van Henk haalde de 4e plaats in de Semifinals voor Malta's Eurovisie, met zangeres Victoria Sciberras.
Naast songwriter en producer is Henk actief als Songwriting & Production docent (ArtEZ Pop Academie en Media Music in Enschede) en is hij betrokken bij de organisatie van internationale songwriting camps als Las Negras Camps (Andalusië, Spanje) en het Booster Songwriting Camp.